# Helene Hayman, Baroness Hayman

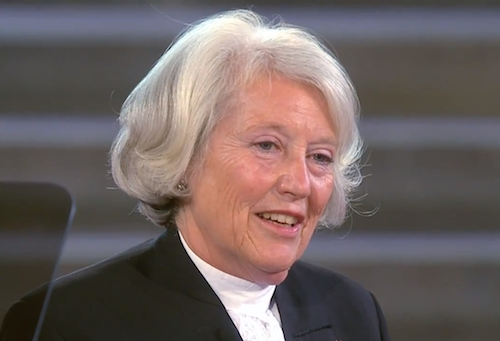
Helene Hayman, Baroness Hayman (2009)

Helene Valerie Hayman, Baroness Hayman, GBE PC (* 26. März 1949 in Wolverhampton als Helene Middleweek) ist eine britische Politikerin. Als Mitglied der Labour Party war sie von 1974 bis 1979 Abgeordnete des House of Commons. 1996 wurde sie Life Peeress und Mitglied des House of Lords. Von 2006 bis 2011 war sie Lord Speaker. Neben der Politik beschäftigte sie sich mit Gesundheitsthemen, gehörte Ausschüssen zur Medizinethik und Leitungsgremien beim National Health Service und bei Charityorganisationen an. 

## Biografie
Helene Hayman wurde 1949 als Tochter von Maurice und Maude Middleweek geboren. Sie besuchte die Wolverhampton Girls' High School und studierte Rechtswissenschaften am Newnham College der University of Cambridge. Sie graduierte 1969 und war im selben Jahr Präsidentin der Cambridge Union Society. Von 1969 bis 1971 arbeitete sie für die Hilfsorganisation Shelter und von 1971 bis 1974 für das Social Services Department beim London Borough of Camden. 1974 wurde sie stellvertretende Direktorin (Deputy Director) des National Council for One-Parent Families.
Sie heiratete 1974 den Geschäftsmann und Bankmanager Martin Heathcote Hayman. Sie haben vier gemeinsame Söhne.

### Mitgliedschaft im House of Commons
Im Februar 1974 trat sie bei der Unterhauswahl für den Wahlkreis Wolverhampton South West an. Bei der folgenden Unterhauswahl im Oktober 1974 wurde sie für den Wahlkreis Welwyn und Hatfield ins House of Commons gewählt. Bei ihrer Wahl war sie das jüngste Mitglied des Unterhauses (Baby of the House) bis zur Wahl von Andrew Mackay 1977. Sie verlor bei der Unterhauswahl 1979 mit einem knappen Ergebnis ihrem Sitz an Christopher Murphy, den Kandidaten der Conservative Party.

### Weitere Karriere
Hayman war Gründungsmitglied und von 1979 bis 1985 Sprecherin der Maternity Alliance. Sie war ab 1985 Mitglied der Bloomsbury Health Authority und ab 1988 bis 1992 deren stellvertretende Vorsitzende (Vice-Chair). 1991/1992 war sie Vorsitzende der Bloomsbury and Islington District Health Authority. Sie gehörte von 1982 bis 1997 der Ethikkommission des Royal College of Obstetricians and Gynaecologists und von 1987 bis 1997 der Ethikkommission des University College London und des University College Hospital an, davon von 1990 bis 1997 als stellvertretende Vorsitzende (Vice-Chair). Von 1992 bis 1997 war sie Mitglied des Verwaltungsrates (Council) des University College London und Vorsitzende (Chair) des NHS Trust des Whittington Hospitals.

### Mitgliedschaft im House of Lords

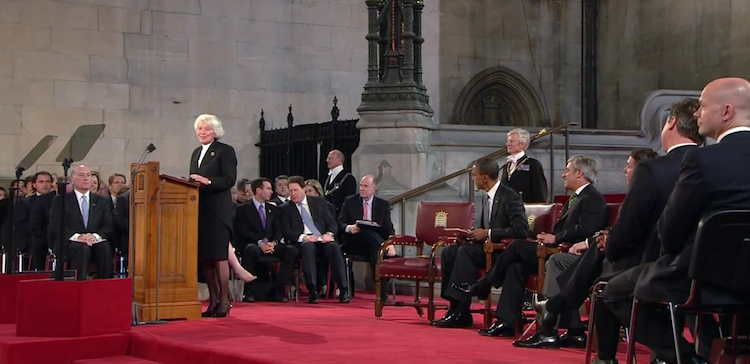
Baroness Hayman bei einer Ansprache anlässlich des Besuches des US-Präsidenten Barack Obama im britischen Parlament (Mai 2011)

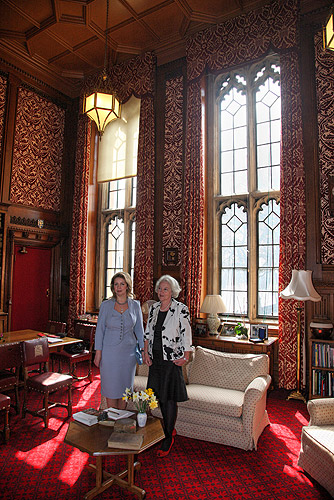
Baroness Hayman und die russische Präsidentengattin Swetlana Medwedewa bei einem Besuch in London (2009)

Hayman wurde am 2. Januar 1996 als Baroness Hayman, of Dartmouth Park in the London Borough of Camden, zur Life Peeress erhoben. Ihre Antrittsrede im House of Lords hielt sie am 17. Januar 1996. Als ihre politischen Interessen gibt sie in ihrer Parlamentsbiografie auf der Webseite des House of Lords Gesundheit und Bildung an. Von 1996 bis 1997 war sie im House of Lords Sprecherin der Opposition für Gesundheitsfragen. Nachdem die Labour Party die Unterhauswahl 1997 gewonnen hatte, war sie von 1997 bis 1998 Parlamentarische Unterstaatssekretärin (Parliamentary Under-Secretary of State) im Ministerium für Umwelt, Transport und die Regionen (Department for Environment, Transport and the Regions) und von 1998 bis 1999 im Gesundheitsministerium (Department of Health), bevor sie im Juli 1999 zur Staatsministerin (Minister of State) im Ministerium für Landwirtschaft, Fischerei und Ernährung (Ministry of Agriculture, Fisheries and Food) ernannt wurde.
2001 wurde sie Mitglied des Privy Council. Im selben Jahr gab sie ihr Ministeramt auf, um Vorsitzende (Chairman) von Cancer Research UK zu werden. Sie blieb dies bis 2004/2005.
Sie war Mitglied des Sonderausschusses des House of Lords (Lords Select Committee) bei der Assisted Dying for the Terminally Ill Bill (2004/2005) und beim Lords Constitution Committee (2005/2006). 
Im Mai 2006, nachdem durch den Constitutional Reform Act 2005 das Amt des Speaker des House of Lords vom Amt des Lord Chancellor getrennt wurde, war sie eine von neun Kandidaten für die neue Rolle des Lord Speaker. Sie wurde als Kandidatin von Elizabeth Symons nominiert und von John Walton unterstützt. Ihr knapper Sieg bei der Wahl wurde am 4. Juli 2006 bekanntgegeben und sie wurde der erste Lord Speaker. Anlässlich ihrer Wahl nannte Tom McNally, der Vorsitzende der Liberal Democrats im Oberhaus, sie die „Julie Andrews der britischen Politik“. Baroness Haymann kandidierte nicht für eine zweite Amtszeit und schied entsprechend am Ende ihrer Amtsperiode am 31. August 2011 aus dem Amt des Lord Speaker aus. Ihre Nachfolgerin wurde Frances D’Souza, Baroness D’Souza.

## Weitere Ämter
Hayman war Vorsitzende (Chair of Governors) bei der Brookfield School. Sie war von 2002 bis 2004 Vorsitzende (Chair) des Review Committee of Privy Counsellors of the Anti-terrorism zum Crime and Security Act. 2005 wurde sie Vorsitzende (Chair) der Human Tissue Authority. Hayman war Mitglied des Treuhandrates (Trustee) des Royal Botanic Gardens, Kew von 2002 bis 2006 und beim Tropical Health and Education Trust von 2005 bis 2006. Ebenfalls von 2005 bis 2006 war sie Mitglied der Human Fertilisation and Embryology Authority.

## Ehrungen
In den Neujahrsehrungen 2012 wurde sie als Dame Grand Cross des Order of the British Empire ausgezeichnet.